# Ivana Přibylová
Ivana Přibylová (* 2. června 1951) je česká manažerka a herečka.

## Život
Vystudovala dramaturgii na Divadelní fakultě Akademie múzických umění v Praze (DAMU) a poté pracovala v několika divadlech. Následně uspěla v konkurzu a mezi roky 1994 a 2003 zastávala pozici ředitelky Malého divadla v Českých Budějovicích. Za jejího působení se změnil název scény (z předchozí podoby „Divadlo M.“) a dramaturgicky se zaměřovalo na představení pro děti a mládež. Své umění představovalo divákům rovněž na zájezdech. V době působení v Malém divadle dramaturgicky připravila loutkové představení Flaminio Scala (Šílená princezna), které mělo premiéru 21. května 1996 v zahradě zámku Kratochvíle.

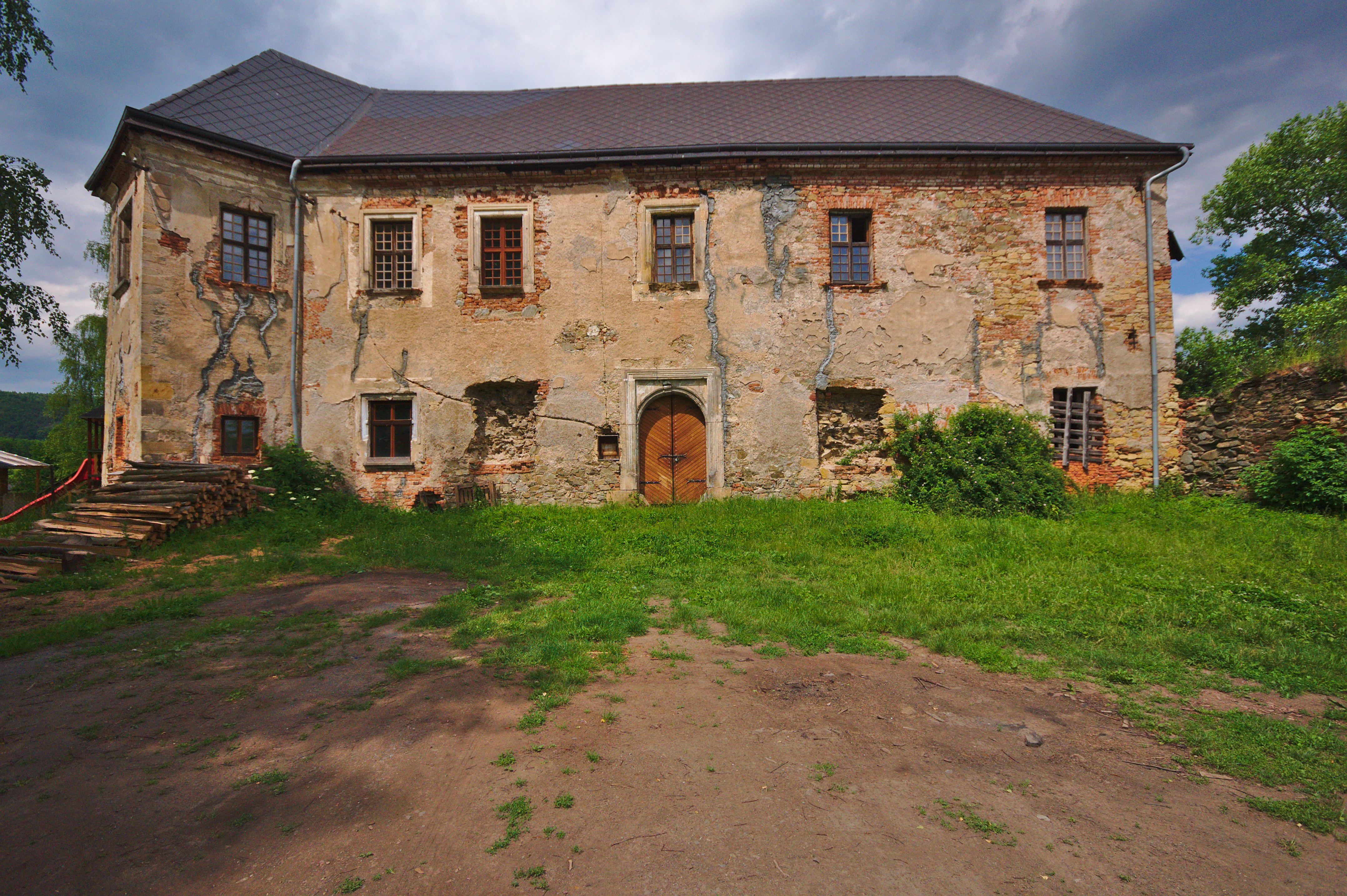
Tvrz ve Vranové Lhotě (2016)

Během prosince roku 1999 zakoupila Přibylová památkově chráněnou tvrz ve Vranové Lhotě na východě Pardubického kraje. Objekt s využitím finančních prostředků z grantů ministerstva kultury České republiky i Pardubického kraje rekonstruuje a má vizi otevřít zde muzeum loutek spolu s divadelním sálem a restauračním provozem.